# ألكسندروس سيجكوناس
ألكسندروس سيجكوناس مواليد 7 يوليو 1988 في ماروسي، أتيكا، اليونان، هو لاعب كرة سلة يوناني. بدأ مسيرته الاحترافية في سنة 2006. يلعب في الدوري اليوناني لكرة السلة. يحمل الرقم 7. يبلغ طوله 6 قدم 7.5 بوصة (2.0 م).

## المسيرة الاحترافية
لعب مع نادي بانيونيس لكرة السلة من سنة 2006 إلى 2008، ثم لعب مع نادي أولمبيا لاريسا لكرة السلة في موسم 2008–2009، ثم لعب مع نادي إراكليس سالونيك لكرة السلة في سنة 2010، ثم لعب مع نادي بانلفسينياكوس لكرة السلة في موسم 2010–2011، ثم لعب مع نادي أركاديكوس لكرة السلة في موسم 2012–2013، ثم لعب مع نادي لوليو لكرة السلة في موسم 2014–2015.

## روابط خارجية
- ألكسندروس سيجكوناس على موقع الاتحاد الدولي لكرة السلة (الإنجليزية)
- ألكسندروس سيجكوناس على موقع كرة السلة الأوروبية.كوم (الإنجليزية)
- ألكسندروس سيجكوناس على موقع DraftExpress.com (الإنجليزية)
- ألكسندروس سيجكوناس على موقع ريلجم (الإنجليزية)
- ألكسندروس سيجكوناس على موقع بروبوليرز (الإنجليزية)
- ألكسندروس سيجكوناس على موقع سبورتس رفرنس (الإنجليزية)